# 布莱斯 (上马恩省)
布莱斯（法語：Blaise，法語發音：[blɛz]）是法国上马恩省的一个旧市镇，属于肖蒙区。1973年1月1日，布莱斯与邻近的6个市镇并入科隆贝双教堂村，后者于2017年1月1日与市镇拉莫特昂布莱西合并为新的科隆贝双教堂村。

## 地理
布莱斯（48°16'52"N, 4°58'13"E）面积16.69 平方千米，位于法国大東部大區上马恩省，该省份为法国东北部内陆省份，北起马恩省和默兹省，西接奥布省，西南接科多尔省，东南接上索恩省，东临孚日省。
布莱斯的时区为UTC+01:00、UTC+02:00（夏令时）。

## 行政
布莱斯的邮政编码为52330，INSEE市镇编码为52052。

## 人口
布莱斯于2018年1月1日时的人口数量为82人。